# ガイウス・コエリウス・カルドゥス
ガイウス・コエリウス・カルドゥス（ラテン語: Gaius Coelius Caldus、またはCaelius、紀元前140年 - 没年不詳）は紀元前2世紀後期・紀元前1世紀初期の共和政ローマの政治家・軍人。紀元前94年に執政官（コンスル）を務めた。

## 出自
カルドゥスはほぼ無名のプレブス（平民）であるコエリウス氏族の出身で、氏族はエトルリアに起源を持つと称していた。カピトリヌスのファスティによれば、父も祖父もプラエノーメン（第一名、個人名）はガイウスである。カルドゥスの祖先に高位官職に就任したものはおらず、従ってノウス・ホモの一人である。

## 経歴
キケロによれば、カルドゥスはルキウス・リキニウス・クラッススと同い年であり、従って紀元前140年生まれということになる。
先祖に有力者をもたないカルドゥスは、出世にあたって多くの障害に面した。キケロによれば、同じくノウス・ホモであるガイウス・マリウスやガイウス・フラウィウス・フィンブリアと同じく、「ノビレス（新貴族）とは異なり、大変な努力をし、大きな反対に直面し、娯楽を楽しむこともなく、ようやく名誉を手に入れた」。カルドゥスはクァエストル（財務官）選挙に立候補したが、落選している。しかし、紀元前107年には護民官に就任した。この権限で、ガリア人のヘルウェティイ族と恥ずべき講和条約を結んだガイウス・ポピッリウス・レナトゥスを裁判にかけている。陪審員の投票結果に影響を与える可能性を排除するため、カルドゥスは、反逆事件を扱う司法委員会で秘密裏に投票を行うという法方法をとった。このためレナトゥスの有罪判決は必至となり、判決前に被告人は亡命した。後に、カルドゥスは自分がしたことを後悔した。
同じ頃、カルドゥスは造幣官も務めているが、その時期に関して歴史学者 G.サムナーは紀元前106年、M. クロフォード は紀元前104年、V. リアザノフは紀元前110年と考えている。カルドゥスによって鋳造されたコインは、その時代の典型的なものである。すなわち、表面にはローマ女神の横顔が、裏面にはクアドリガ（4頭立て戦車）に乗るウィクトーリアが描かれている。
カルドゥスはヒスパニア・キテリオル属州の総督を務めたが、これも正確な時期は分からない。ティトゥス・ディディウス（紀元前98年執政官）がヒスパニア・キテリオル属州総督となったのが紀元前97年であることから、それ以前である。紀元前100年または紀元前99年にプラエトル（法務官）に就任し、その年に赴任したか、あるいは翌年に前法務官権限で属州総督を務めたと思われる。
紀元前95年末の執政官選挙に出馬。対立候補は二人で、苦しい戦いであったが当選、紀元前94年の執政官に就任する。同僚執政官はプレブスではあるがノビレス（新貴族）のルキウス・ドミティウス・アヘノバルブスであった。執政官就任年の出来事に関しては、ほとんど分かっていない。
ティトゥス・リウィウスの『ローマ建国史』の要約（本文は散逸）では、ガイウス・カエリウスという人物がガリア・ナルボネンシスで反抗的な部族を鎮圧したとしている。他の資料で該当する人物が確認できないため、現代の研究者にはこの人物はカルドゥスと考えているが、反対意見もある。

## 知的活動
キケロは『ブルトゥス』の中で、カルドゥスについて言及しており、「非常に勤勉で高い能力に恵まれた人だった。また、雄弁術も、個人的な問題では友人の役に立ち、政治的な問題では自分の地位にふさわしいだけの能力を充分に持っていた」と述べている 。『弁論家について』では、その弁論術は「人並みではある」が、「それなりの弁論の能力を身に付けたおかけで高い地位についた」と記している。

## 子孫
カルドゥスには二人の息子がいた。長男のガイウスは紀元前69年頃に、東方の属州の一つを統治していた。次男のルキウスはエプロネスの7人の司祭の一人であった。その子ガイウスは造幣官を務めており、カルドゥスの横顔を刻んだデナリウス銀貨を鋳造している。

## 参考資料

### 古代の資料
- カピトリヌスのファスティ
- ティトゥス・リウィウス『ローマ建国史』
- マルクス・トゥッリウス・キケロ『法律について』
- マルクス・トゥッリウス・キケロ『ウェッレス弾劾』
- マルクス・トゥッリウス・キケロ『プランキウス弁護』
- マルクス・トゥッリウス・キケロ『弁論家について』
- マルクス・トゥッリウス・キケロ『ブルトゥス』

### 研究書
- Broughton R. Magistrates of the Roman Republic. - New York, 1951. - Vol. I. - P. 600.
- Broughton R. Magistrates of the Roman Republic. - New York, 1952. - Vol. II. - P. 558.
- Münzer F. Coelius // Paulys Realencyclopädie der classischen Altertumswissenschaft . - 1900. - Bd. Vii. - Kol. 184.
- Münzer F. Coelius 12 // Paulys Realencyclopädie der classischen Altertumswissenschaft . - 1900. - Bd. Vii. - Kol. 195-196.
- Münzer F. Coelius 13 // Paulys Realencyclopädie der classischen Altertumswissenschaft . - 1900. - Bd. Vii. - Kol. 196.
- Sumner G. Orators in Cicero's Brutus: prosopography and chronology. - Toronto: University of Toronto Press, 1973 .-- 197 p. - ISBN 9780802052810 .